# Gran Premio motociclistico d'Aragona 2021
Il Gran Premio motociclistico d'Aragona 2021 è stato la tredicesima prova su diciotto del motomondiale 2021, disputato il 12 settembre sul Motorland Aragón. Le vittorie nelle tre classi sono andate rispettivamente a: Francesco Bagnaia in MotoGP, Raúl Fernández in Moto2 e Dennis Foggia in Moto3. Per Bagnaia si tratta della prima vittoria nella classe MotoGP.

## MotoGP
Maverick Viñales sostituisce da questo Gran Premio Lorenzo Savadori in sella alla Aprilia RS-GP del Aprilia Racing Team Gresini, anticipando il suo passaggio alla casa italiana dopo il divorzio dal team ufficiale Yamaha avvenuto dopo il Gran Premio di Stiria.

### Arrivati al traguardo
| Pos. | Nº | Pilota            | Squadra                     | Motocicletta       | Giri | Tempo     | Griglia | Punti |
| ---- | -- | ----------------- | --------------------------- | ------------------ | ---- | --------- | ------- | ----- |
| 1º   | 63 | Francesco Bagnaia | Ducati Lenovo               | Ducati Desmosedici | 23   | 41'44.422 | 1º      | 25    |
| 2º   | 93 | Marc Márquez      | Repsol Honda                | Honda RC213V       | 23   | +0.673    | 4º      | 20    |
| 3º   | 36 | Joan Mir          | Suzuki Ecstar               | Suzuki GSX-RR      | 23   | +3.911    | 7º      | 16    |
| 4º   | 41 | Aleix Espargaró   | Aprilia Racing Team Gresini | Aprilia RS-GP      | 23   | +9.269    | 6º      | 13    |
| 5º   | 43 | Jack Miller       | Ducati Lenovo               | Ducati Desmosedici | 23   | +11.928   | 2º      | 11    |
| 6º   | 23 | Enea Bastianini   | Avintia Esponsorama         | Ducati Desmosedici | 23   | +13.757   | 9º      | 10    |
| 7º   | 33 | Brad Binder       | Red Bull KTM Factory Racing | KTM RC16           | 23   | +14.064   | 12º     | 9     |
| 8º   | 20 | Fabio Quartararo  | Monster Energy Yamaha       | Yamaha YZR-M1      | 23   | +16.575   | 3º      | 8     |
| 9º   | 89 | Jorge Martín      | Pramac Racing               | Ducati Desmosedici | 23   | +16.615   | 5º      | 7     |
| 10º  | 30 | Takaaki Nakagami  | LCR Honda Idemitsu          | Honda RC213V       | 23   | +16.904   | 11º     | 6     |
| 11º  | 27 | Iker Lecuona      | Tech 3 KTM Factory Racing   | KTM RC16           | 23   | +17.124   | 13º     | 5     |
| 12º  | 42 | Álex Rins         | Suzuki Ecstar               | Suzuki GSX-RR      | 23   | +17.710   | 20º     | 4     |
| 13º  | 44 | Pol Espargaró     | Repsol Honda                | Honda RC213V       | 23   | +19.680   | 8º      | 3     |
| 14º  | 88 | Miguel Oliveira   | Red Bull KTM Factory Racing | KTM RC16           | 23   | +22.703   | 18º     | 2     |
| 15º  | 9  | Danilo Petrucci   | Tech 3 KTM Factory Racing   | KTM RC16           | 23   | +25.723   | 16º     | 1     |
| 16º  | 35 | Cal Crutchlow     | Monster Energy Yamaha       | Yamaha YZR-M1      | 23   | +26.413   | 15º     |       |
| 17º  | 5  | Johann Zarco      | Pramac Racing               | Ducati Desmosedici | 23   | +26.620   | 10º     |       |
| 18º  | 12 | Maverick Viñales  | Aprilia Racing Team Gresini | Aprilia RS-GP      | 23   | +27.128   | 19º     |       |
| 19º  | 46 | Valentino Rossi   | Petronas Yamaha SRT         | Yamaha YZR-M1      | 23   | +32.517   | 21º     |       |
| 20º  | 10 | Luca Marini       | SKY VR46 Avintia            | Ducati Desmosedici | 23   | +39.073   | 17º     |       |

### Ritirati
| Nº | Pilota       | Squadra             | Motocicletta  | Giri | Griglia |
| -- | ------------ | ------------------- | ------------- | ---- | ------- |
| 96 | Jake Dixon   | Petronas Yamaha SRT | Yamaha YZR-M1 | 1    | 22º     |
| 73 | Álex Márquez | LCR Honda Castrol   | Honda RC213V  | 0    | 14º     |

## Moto2
John McPhee sostituisce il connazionale Jake Dixon, impegnato in classe regina, mentre Manuel González sostituisce Lorenzo Baldassarri. Da registrarsi la presenza di due wildcard, Xavier Cardelús e Piotr Biesiekirski, entrambi su Kalex.

### Arrivati al traguardo
| Pos. | Nº | Pilota                | Squadra                  | Motocicletta | Giri | Tempo     | Griglia | Punti |
| ---- | -- | --------------------- | ------------------------ | ------------ | ---- | --------- | ------- | ----- |
| 1º   | 25 | Raúl Fernández        | Red Bull KTM Ajo         | Kalex        | 21   | 39'49.990 | 3º      | 25    |
| 2º   | 87 | Remy Gardner          | Red Bull KTM Ajo         | Kalex        | 21   | +5.408    | 2º      | 20    |
| 3º   | 37 | Augusto Fernández     | Elf Marc VDS Racing      | Kalex        | 21   | +6.824    | 12º     | 16    |
| 4º   | 9  | Jorge Navarro         | +EGO Speed Up            | Boscoscuro   | 21   | +7.051    | 7º      | 13    |
| 5º   | 44 | Arón Canet            | Kipin Energy Aspar       | Boscoscuro   | 21   | +10.695   | 11º     | 11    |
| 6º   | 21 | Fabio Di Giannantonio | Federal Oil Gresini      | Kalex        | 21   | +15.160   | 8º      | 10    |
| 7º   | 54 | Fermín Aldeguer       | +EGO Speed Up            | Boscoscuro   | 21   | +16.730   | 17º     | 9     |
| 8º   | 79 | Ai Ogura              | Idemitsu Honda Team Asia | Kalex        | 21   | +17.085   | 5º      | 8     |
| 9º   | 14 | Tony Arbolino         | Liqui Moly Intact GP     | Kalex        | 21   | +17.704   | 23º     | 7     |
| 10º  | 24 | Simone Corsi          | MV Agusta Forward Racing | MV Agusta F2 | 21   | +20.121   | 20º     | 6     |
| 11º  | 23 | Marcel Schrötter      | Liqui Moly Intact GP     | Kalex        | 21   | +20.852   | 15º     | 5     |
| 12º  | 42 | Marcos Ramírez        | American Racing          | Kalex        | 21   | +24.602   | 10º     | 4     |
| 13º  | 16 | Joe Roberts           | Italtrans Racing         | Kalex        | 21   | +26.086   | 18º     | 3     |
| 14º  | 6  | Cameron Beaubier      | American Racing          | Kalex        | 21   | +29.101   | 19º     | 2     |
| 15º  | 13 | Celestino Vietti      | SKY Racing Team VR46     | Kalex        | 21   | +30.301   | 26º     | 1     |
| 16º  | 70 | Barry Baltus          | NTS RW Racing GP         | NTS          | 21   | +30.420   | 22º     |       |
| 17º  | 18 | Manuel González       | MV Agusta Forward Racing | MV Agusta F2 | 21   | +34.977   | 30º     |       |
| 18º  | 62 | Stefano Manzi         | Flexbox HP40             | Kalex        | 21   | +35.789   | 24º     |       |
| 19º  | 55 | Hafizh Syahrin        | NTS RW Racing GP         | NTS          | 21   | +36.036   | 25º     |       |
| 20º  | 17 | John McPhee           | Petronas Sprinta Racing  | Kalex        | 21   | +47.756   | 29º     |       |
| 21º  | 18 | Xavier Cardelús       | Cerba Promoracing        | Kalex        | 21   | +47.834   | 31º     |       |

### Ritirati
| Nº | Pilota              | Squadra                       | Motocicletta | Giri | Griglia |
| -- | ------------------- | ----------------------------- | ------------ | ---- | ------- |
| 35 | Somkiat Chantra     | Idemitsu Honda Team Asia      | Kalex        | 17   | 27º     |
| 11 | Nicolò Bulega       | Federal Oil Gresini           | Kalex        | 16   | 14º     |
| 22 | Sam Lowes           | Elf Marc VDS Racing           | Kalex        | 13   | 1º      |
| 72 | Marco Bezzecchi     | SKY Racing Team VR46          | Kalex        | 13   | 9º      |
| 64 | Bo Bendsneyder      | Pertamina Mandalika SAG       | Kalex        | 12   | 28º     |
| 19 | Lorenzo Dalla Porta | Italtrans Racing              | Kalex        | 7    | 21º     |
| 75 | Albert Arenas       | Kipin Energy Aspar            | Boscoscuro   | 5    | 6º      |
| 40 | Héctor Garzó        | Flexbox HP40                  | Kalex        | 4    | 4º      |
| 97 | Xavi Vierge         | Petronas Sprinta Racing       | Kalex        | 3    | 13º     |
| 12 | Thomas Lüthi        | Pertamina Mandalika SAG       | Kalex        | 3    | 16º     |
| 74 | Piotr Biesiekirski  | Pertamina Mandalika SAG Euvic | Kalex        | 3    | 32º     |

## Moto3
Syarifuddin Azman sostituisce John McPhee che corre per questo weekend in Moto2, in sostituzione di Jake Dixon.

### Arrivati al traguardo
| Pos. | Nº | Pilota             | Squadra                     | Motocicletta  | Giri | Tempo     | Griglia | Punti |
| ---- | -- | ------------------ | --------------------------- | ------------- | ---- | --------- | ------- | ----- |
| 1º   | 7  | Dennis Foggia      | Leopard Racing              | Honda NSF250R | 19   | 37'53.710 | 14º     | 25    |
| 2º   | 53 | Deniz Öncü         | Red Bull KTM Tech 3         | KTM RC 250 GP | 19   | +0.041    | 6º      | 20    |
| 3º   | 71 | Ayumu Sasaki       | Red Bull KTM Tech 3         | KTM RC 250 GP | 19   | +0.644    | 16º     | 16    |
| 4º   | 28 | Izan Guevara       | Gaviota GasGas Aspar        | Gas Gas       | 19   | +0.708    | 13º     | 13    |
| 5º   | 23 | Niccolò Antonelli  | Avintia VR46 Academy        | KTM RC 250 GP | 19   | +0.878    | 8º      | 11    |
| 6º   | 13 | Andrea Migno       | Rivacold Snipers            | Honda NSF250R | 19   | +1.180    | 5º      | 10    |
| 7º   | 40 | Darryn Binder      | Petronas Sprinta Racing     | Honda NSF250R | 19   | +2.133    | 1º      | 9     |
| 8º   | 82 | Stefano Nepa       | BOE Owlride                 | KTM RC 250 GP | 19   | +2.685    | 19º     | 8     |
| 9º   | 24 | Tatsuki Suzuki     | SIC58 Squadra Corse         | Honda NSF250R | 19   | +2.786    | 3º      | 7     |
| 10º  | 5  | Jaume Masiá        | Red Bull KTM Ajo            | KTM RC 250 GP | 19   | +4.714    | 15º     | 6     |
| 11º  | 6  | Ryusei Yamanaka    | CarXpert PrüstelGP          | KTM RC 250 GP | 19   | +8.275    | 27º     | 5     |
| 12º  | 31 | Adrián Fernández   | Sterilgarda Max Racing Team | Husqvarna     | 19   | +9.499    | 22º     | 4     |
| 13º  | 63 | Syarifuddin Azman  | Petronas Sprinta Racing     | Honda NSF250R | 19   | +9.645    | 21º     | 3     |
| 14º  | 55 | Romano Fenati      | Sterilgarda Max Racing Team | Husqvarna     | 19   | +14.797   | 17º     | 2     |
| 15º  | 54 | Riccardo Rossi     | BOE Owlride                 | KTM RC 250 GP | 19   | +18.880   | 23º     | 1     |
| 16º  | 27 | Kaito Toba         | CIP Green Power             | KTM RC 250 GP | 19   | +18.894   | 18º     |       |
| 17º  | 92 | Yuki Kunii         | Honda Team Asia             | Honda NSF250R | 19   | +19.272   | 25º     |       |
| 18º  | 11 | Sergio García      | Gaviota GasGas Aspar        | Gas Gas       | 19   | +19.888   | 4º      |       |
| 19º  | 73 | Maximilian Kofler  | CIP Green Power             | KTM RC 250 GP | 19   | +19.933   | 24º     |       |
| 20º  | 19 | Andi Farid Izdihar | Honda Team Asia             | Honda NSF250R | 19   | +38.640   | 26º     |       |
| 21º  | 67 | Alberto Surra      | Rivacold Snipers            | Honda NSF250R | 19   | +38.744   | 28º     |       |

### Ritirati
| Nº | Pilota          | Squadra                   | Motocicletta  | Giri | Griglia |
| -- | --------------- | ------------------------- | ------------- | ---- | ------- |
| 52 | Jeremy Alcoba   | Indonesian Racing Gresini | Honda NSF250R | 18   | 7º      |
| 20 | Lorenzo Fellon  | SIC58 Squadra Corse       | Honda NSF250R | 18   | 10º     |
| 43 | Xavier Artigas  | Leopard Racing            | Honda NSF250R | 15   | 12º     |
| 37 | Pedro Acosta    | Red Bull KTM Ajo          | KTM RC 250 GP | 15   | 9º      |
| 99 | Carlos Tatay    | Avintia Esponsorama       | KTM RC 250 GP | 12   | 20º     |
| 2  | Gabriel Rodrigo | Indonesian Racing Gresini | Honda NSF250R | 5    | 2º      |
| 12 | Filip Salač     | CarXpert PrüstelGP        | KTM RC 250 GP | 2    | 11º     |